# Restrepia aristulifera
Restrepia aristulifera là một loài lan đặc hữu của Venezuela.